# Quod Libet
Quod Libet (z latiny Ex falso quodlibet) je audio přehrávač napsaný v programovacím jazyku Python, postavený na knihovně GTK+. Jeho hlavním cílem je umožnit uživateli organizovat si svou hudební kolekci tak, jak sám chce.
Jednou z unikátních funkcí tohoto přehrávače je možnost vyhledávání a sestavování vlastních playlistů s použitím regulárních výrazů. Součástí Quod Libetu je také editor metatagů (např. ID3 tagů), který je k dispozici i odděleně pod názvem Ex Falso.
Pro samotné přehrávání používá Quod Libet multimediální framework GStreamer, podpora hudebních formátů je tedy závislá na dekódovacích modulech nainstalovaných v GStreameru uživatele, avšak podpora formátů MP3 a Ogg je již ve výchozím nastavení.
Funkce Quod Libetu mohou být rozšířeny externími moduly (skripty v jazyce Python), tzv. pluginy. Ty umožňují mimo jiné synchronizaci s MusicBrainz, kopírovat hudbu do přenosných MP3 přehrávačů a zobrazovat upozornění formou OSD. Quod Libet také podporuje Last.fm (plugin QLScrobbler).